# Myriam Nemirovsky
Myriam Edith Nemirovsky (1944-2017) fue una pedagoga y profesora argentina, experta en educación infantil y en la enseñanza de la lectura y la escritura.

## Biografía
Nació en la provincia de Entre Ríos, Argentina. Se crio en un contexto familiar que apreciaba y estimulaba el desarrollo de la actividad intelectual. Estudió Magisterio de Educación Infantil y Primaria y posteriormente cursó la carrera de Ciencias de la Educación en la Universidad de Buenos Aires. En 1976 se instaló en Israel, donde vivió durante cuatro años en un kibutz, y en 1980 se trasladó a México. Allí trabajó en la Universidad Pedagógica Nacional y en el Departamento de Investigaciones Educativas  del Centro de Investigaciones y Estudios Avanzados del Instituto Politécnico Nacional (CINVESTAV - IPN) donde realizó un máster en Educación cuya tesis, sobre la representación de la resta, dirigió  Emilia Ferreiro.
En 1990 se trasladó a España, donde cursó el doctorado en Psicología Evolutiva en la Universidad Autónoma de Madrid y comenzó la tesis doctoral sobre sistemas representacionales, dirigida por Liliana Tolchinsky. En sus últimas décadas se dedicó a la formación del profesorado sobre la enseñanza de la lectura, de la escritura y de las matemáticas.
Publicó varios libros, entre ellos Sobre la enseñanza del lenguaje escrito... y temas aledaños o La enseñanza de la lectura y de la escritura y el uso de soportes informáticos. Además con diversas revistas pedagógicas como Cuadernos de Pedagogía, Textos, Aula o Infancia.
Su biblioteca profesional, compuesta por unas 130 obras relacionadas con la pedagogía y la educación infantil, se guarda en las bibliotecas municipales de Pinto, lugar donde residió hasta su fallecimiento.

## Trayectoria
A  partir de su especialización en educación infantil, trabaja en el Jardín de Infantes Mitre, escuela de aplicación del profesorado. Es así como, desde muy temprano, comienza a contribuir a la formación de otros docentes - en este caso de futuras maestras jardineras. 
Como maestra de educación primaria experimenta de manera directa los métodos tradicionales para la enseñanza de la lectura y la escritura. Las primeras dudas acerca de la eficacia de estos métodos surgen de esa experiencia. Sin embargo, es el contacto con el grupo de investigación dirigido por Emilia Ferreiro en el Instituto de Psicología y Epistemología (IPSE) de Buenos Aires el que modifica rotundamente su aproximación al aprendizaje de la lengua escrita. Este grupo estaba llevando a cabo las primeras investigaciones sobre los procesos de adquisición de la lengua escrita que transformaron las concepciones vigentes entonces sobre este aprendizaje. Estas investigaciones sentaron las bases de su labor posterior como formadora de profesorado.
En 1976, por razones políticas, se exilia en Israel, donde vive durante cuatro años en un Kibutz. Aunque en el kibutz se ocupa de la atención de los más pequeños en las casas de los niños, no abandona su interés por la enseñanza de la lengua escrita y participa en las investigaciones que se estaban llevando a cabo sobre este tema en la Universidad de Tel Aviv.
En 1980 se traslada a México. Se desempeña profesionalmente en la Universidad Pedagógica Nacional y en el Departamento de Investigaciones Educativas del CINVESTAV. En este alcanza el grado de Maestra en Educación con una tesis sobre la representación de la resta, dirigida por Emilia Ferreiro.
En 1990 se instala en España. Cursa el doctorado en Psicología Evolutiva en la Universidad Autónoma de Madrid. Al mismo tiempo comienza una intensa actividad como formadora de formadores en procesos de aprendizaje y enseñanza en la lectura, escritura y las matemáticas, tanto en España como en diversos países de América Latina.
Myriam Nemirovsky se ocupó especialmente de la enseñanza de estas materias sobre todo en los niveles iniciales, pero los fundamentos de su acción formativa son válidos para toda la escolaridad.
Formó parte de una comunidad de investigadores y formadores comprometidos con los mismos objetivos en distintos países iberoamericanos. Las propuestas de formación docente que ella creó y desarrolló constituyeron un aporte decisivo no solo para los docentes sino también para sus colegas.
Un objetivo primordial de su trabajo como formadora de profesorado fue superar la disonancia entre lo que se enseña en la escuela y lo que el niño aprende fuera de ella. En el dominio de la lengua escrita, se trataría de superar la discrepancia entre lo que privilegian los distintos métodos de enseñanza de la lectura y lo que aprenden los niños por estar inmersos en una comunidad que usa la lengua escrita. Los miembros de una comunidad alfabetizada emplean la lectura y la escritura con fines diversos, de los más banales a los más sofisticados: para recordar, para comprar, para expresar sentimientos… Por consiguiente, para acercar las prácticas escolares a las prácticas sociales de lectura y escritura, es necesario que se lean y escriban en el aula distintos tipos de texto (desde la lista de la compra o revistas del corazón hasta informes científicos) y que el trabajo didáctico se centre en el proceso de producción de textos en tanto proceso de aprendizaje y no solo en la corrección del producto escrito.
Además de tomar como referencia los usos sociales de la lengua escrita, las propuestas relativas a la enseñanza aparecen cimentadas en una exploración renovada del desarrollo psicolingüístico para entender cómo los niños son capaces de aprender explorando las posibilidades del sistema de escritura, las relaciones entre expresión oral y escrita o las diferentes perspectivas desde las cuales un texto puede ser comprendido.
Al mismo tiempo su propuesta resalta la necesidad de considerar los aportes de otros ámbitos disciplinares - la antropología cultural y social, la historia de la escritura, la lingüística, la filosofía - en los cuales se ha reflexionado, entre otras cosas, sobre el origen, la historia y las distintas características de los sistemas de escritura, las funciones que cumple la escritura en diferentes contextos culturales, la repercusión de los distintos materiales y tecnología de la comunicación en la circulación de los textos y en las prácticas letradas.
Con el propósito de entender la relación entre los usos sociales de la lengua, su enseñanza y la reflexión especializada en ellos, y de transformar la actividad de los protagonistas del acto educativo, organizó, impulsó y coordinó entre los años 1995 y 2004 jornadas estatales con el título “Historia, usos y aprendizaje del lenguaje escrito”, a las que asistieron varios miles de docentes del estado español.
En los últimos años tuvo una estrecha colaboración con el Centro Virtual leer.es del Ministerio de Educación de España dedicado a promover el desarrollo de la comunicación lingüística en todas las áreas y materias y en todos los formatos.
Myriam Nemirovsky difundió sus propuestas de formación docente en innumerables cursos de formación continua y participó en numerosas jornadas y congresos educativos nacionales e internacionales. Su trabajo ha dejado una marca indeleble en los países donde desarrolló programas de formación, en particular en España, México y Bolivia, y ha tenido una notable repercusión en otros países latinoamericanos.

## Obras
Nemirovsky, M. y Carlino, P. (1994) ¿Esto es lenguaje? Aula 28-29. 72-75
Nemirovsky, M. (1995) La integración de contenidos. El papel de lo general y de lo específico: ¿un problema didáctico? En: La atención del niño preescolar. Arroyo, M. (Coord.) México: Instituto Estatal de Educación Pública de Oaxaca y Fundación SNTE para la Cultura del Maestro Mexicano, A.C. 
Nenirovsky, M. (1995 b): Leer no es lo inverso de escribir. En Teberosky y Tolchinsky (coord.), Más allá de la alfabetización. Buenos Aires: Santillana
Nemirovsky, M. (1996) ¿Decir lo que se escribe o escribir lo que se dice? Coautora: Tolchinsky, L.  Memorias del I Encuentro Internacional sobre la adquisición de las lenguas del Estado. Santiago de Compostela: Universidad de Santiago de Compostela. Págs. 639-645.
Nemirovsky, M. (1997) Las actividades didácticas tienen autores. Textos, n.º 14. Págs. 89-97
Nemirovsky, M. (1997) Aprendizaje extraescolar - aprendizaje escolar. In-fan-cia, n.º 43. Págs. 4-12.
Nemirovsky, M. (1998) El aprendizaje del lenguaje escrito a través de la interacción. Textos, n.º 17. Págs. 55-65
Nemirovsky, M. (1999) Sobre la enseñanza del lenguaje escrito... y temas aledaños. México: Paidós.
Nemirovsky, M. (2001) ¿Desde cuándo enseñar a leer y a escribir? Educar en el 2000, núm. 4. Págs. 10-15.
Nemirovsky, M. (2003) Enseñar a revisar textos. Roma, Rivista di psiconlinguistica applicata. III. I. Págs. 121-138.
Nemirovsky, M. (2003) Coord. ¿Cómo podemos animar a leer y a escribir a nuestros niños? Madrid: Fundación Hogar del Empleado.
Nemirovsky, M. (2003) Otras formas de aprender a leer y a escribir. Cuadernos de Pedagogía, n.º 330. Págs. 69-72.
Nemirovsky, M. (coord.) (2009): Experiencias escolares con la lectura y la escritura. Barcelona:Graó.

## Premios y reconocimientos
- Premio Sello Europeo de las Lenguas (2011)[4]